# Baia di Duperré
La baia di Duperré è una baia larga circa 6 km situata sulla costa sud-occidentale dell'isola Brabant, una delle isole dell'arcipelago Palmer, al largo della costa nord-occidentale della Terra di Graham, in Antartide. Nella baia, la cui bocca si apre tra punta Humann, a nord, e la penisola Hulot, a sud, si gettano diversi ghiacciai, tra cui il Dimkov.

## Storia
Scoperta durante la spedizione di ricerca francese in Antartide svolta dal 1904 al 1907 al comando di Jean-Baptiste Charcot, la baia di Duperré è stata da quest'ultimo così battezzata in onore di Charles-Marie Duperré, un contrammiraglio della marina militare francese. Nel 1960 tale nome fu infine confermato dal Comitato consultivo dei nomi antartici.